# Церква Воздвиження Чесного Хреста Господнього (Київ)
Церква Воздвиження Чесного Хреста Господнього, Церква здвиження чесного хреста Господнього «на Кожум'яках» — храм Української Православної Церкви у Києві, на Подолі, пам'ятка архітектури XIX століття (ох. № 284/1-Кв). Названа на честь одного з найвизначніших християнських свят: Воздвиження Чесного і Животворящого Хреста Господнього. З церквою пов'язана назва вулиці Воздвиженської, що починається біля неї й закінчується на перетині з Андріївським узвозом.

## Історія
Зведена у Києві на місці однойменної дерев'яної церкви, побудованої в 1748 році коштом мешканців прилеглої місцевості Кожум'яки, чий ремісничий цех належав до Київського братства. Церква знаходиться під Замковою горою, з північно-західного боку.
Під час руйнівної пожежі 1811 року згорів майже весь Поділ, не збереглась й ця церква. Після пожежі розпочалося будівництво нової кам'яної церкви.
У 1841 році оновлену кам'яну церкву було освячено, а в 1886—1887 роках було здійснено значне розширення церкви. У 1901—1905 роках до церкви прибудували двоповерхову кам'яну прибудову з північного боку, симетричну південній прибудові.
1872 року в церкві отримав хрещення Григорій Світлицький, а у 1891 році — Михайло Булгаков.
У 1914 році здійснені добудови в церкві, до початку ХХ століття належать і розписи, виконані Григорієм Світлицьким.
Церква була чинною й після Жовтневого перевороту, але у 1935 року храм все ж закрили. У період з 1936 по 1941 роки церковні приміщення використовувались під різні майстерні та склади. Інтер'єру церкви було завдано величезної шкоди. У роки німецької окупації відправи поновились і відтоді більше не припинялись.
У 1984 року була реконструйована. Нині церква належить УПЦ МП.
Сповідні розписи, метричні книги і клірові відомості церкви (з 1786 по 1920 рік) зберігаються в Центральному державному історичному архіві України (ЦДІАК України).

## Світлини

Головний вхід на територію церкви
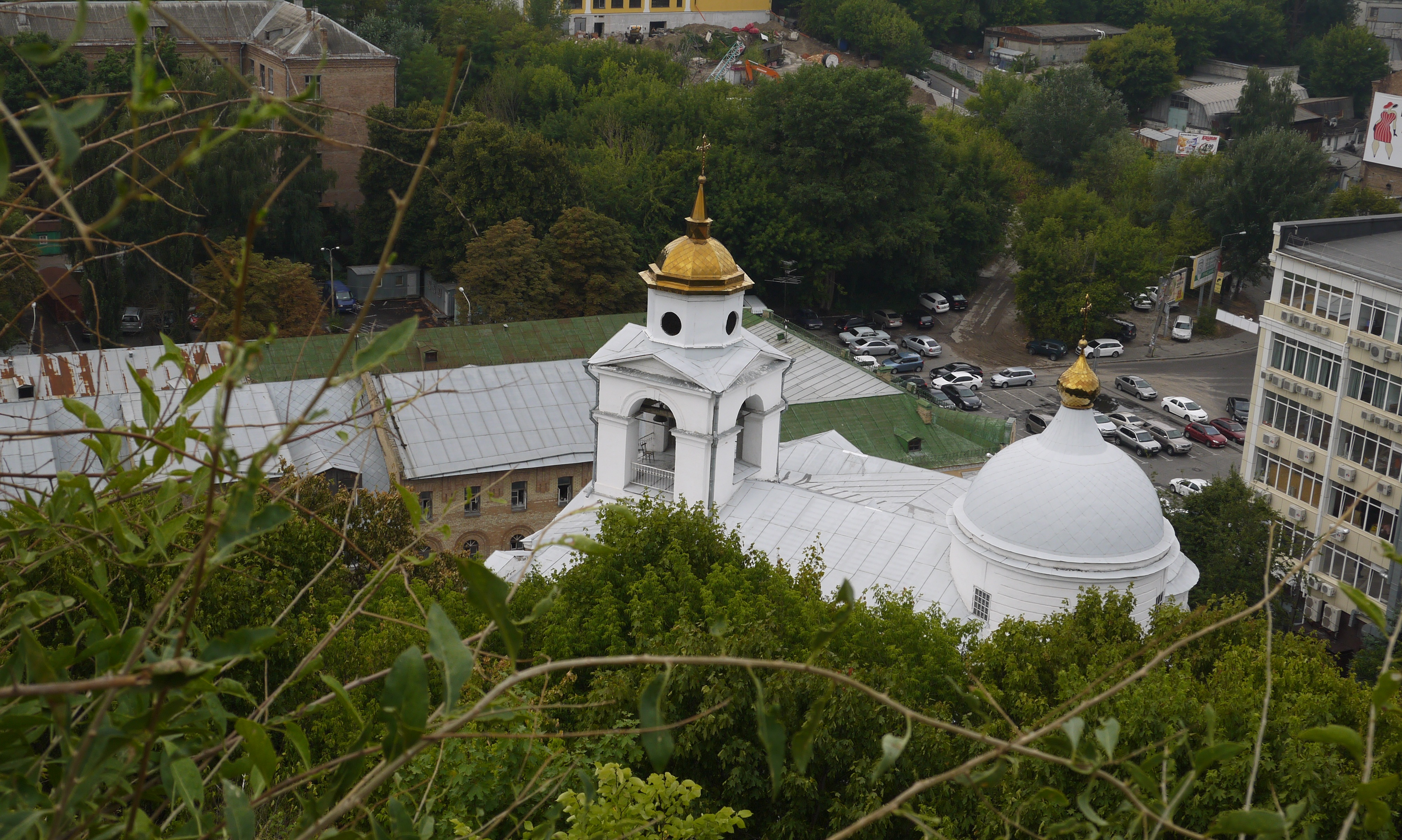
Вигляд на церкву з Замкової гори
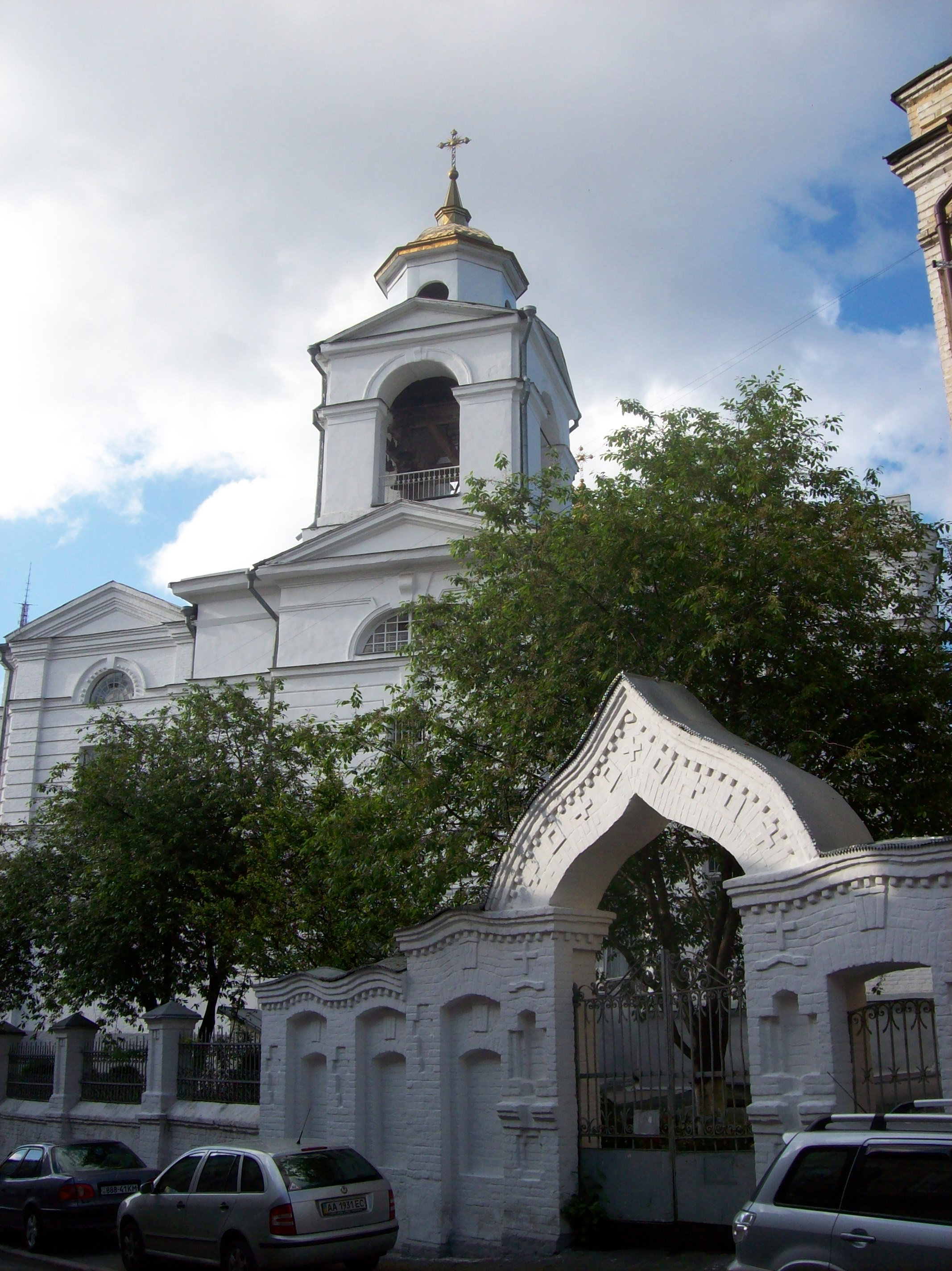
Вигляд церкви з боку вул. Воздвиженської
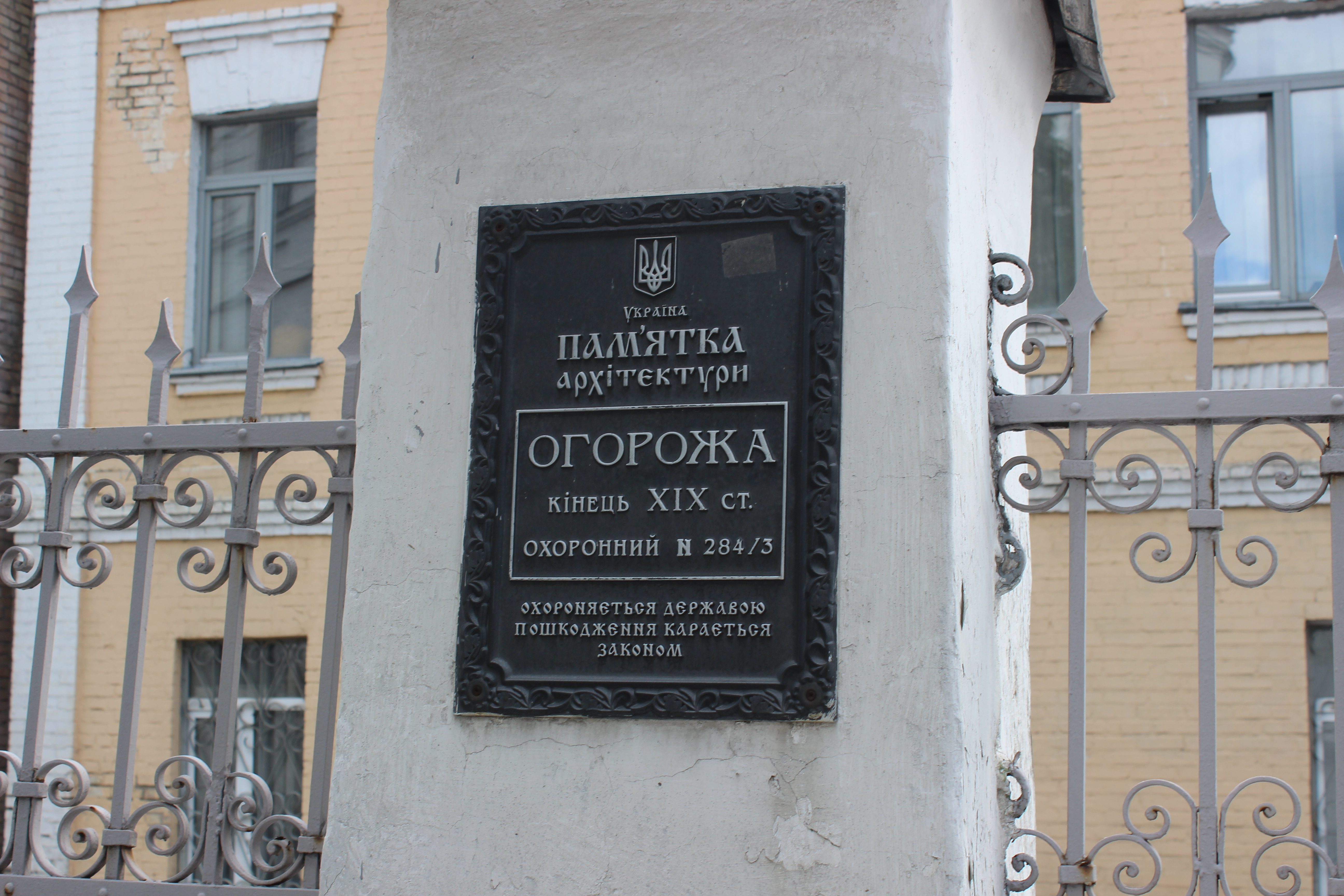
Огорожа церкви
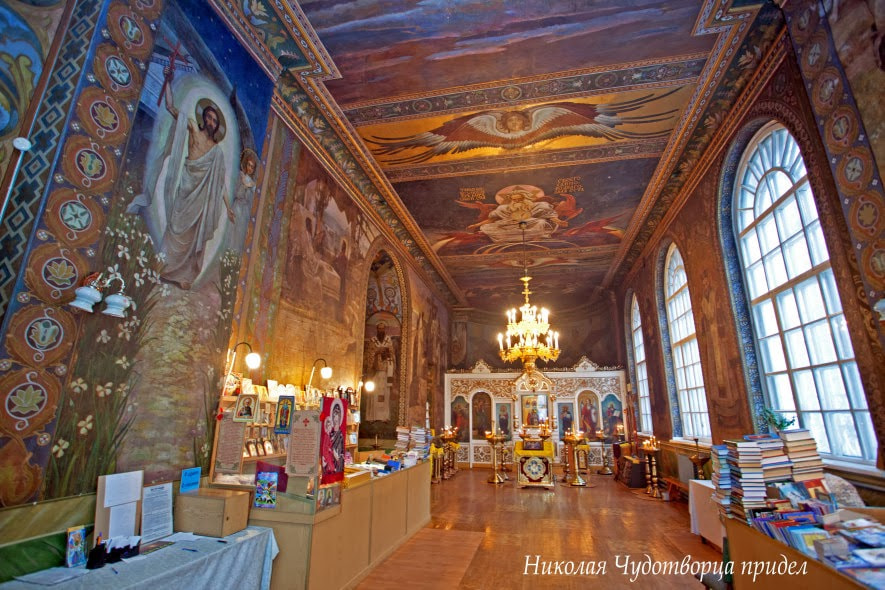
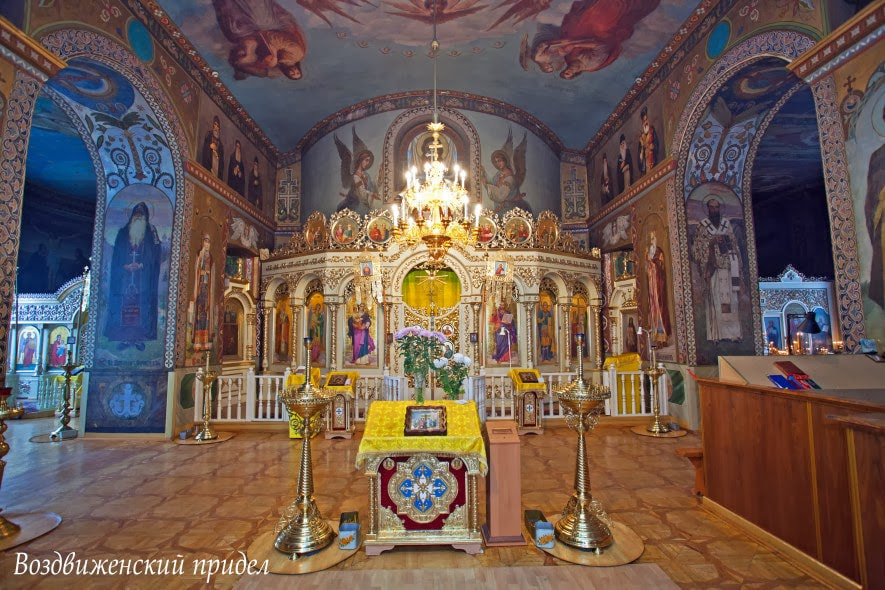
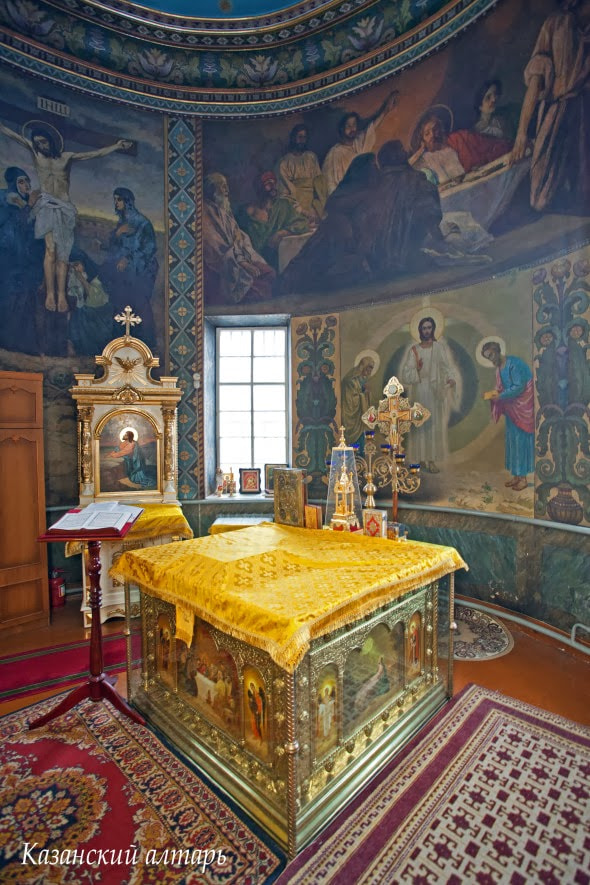
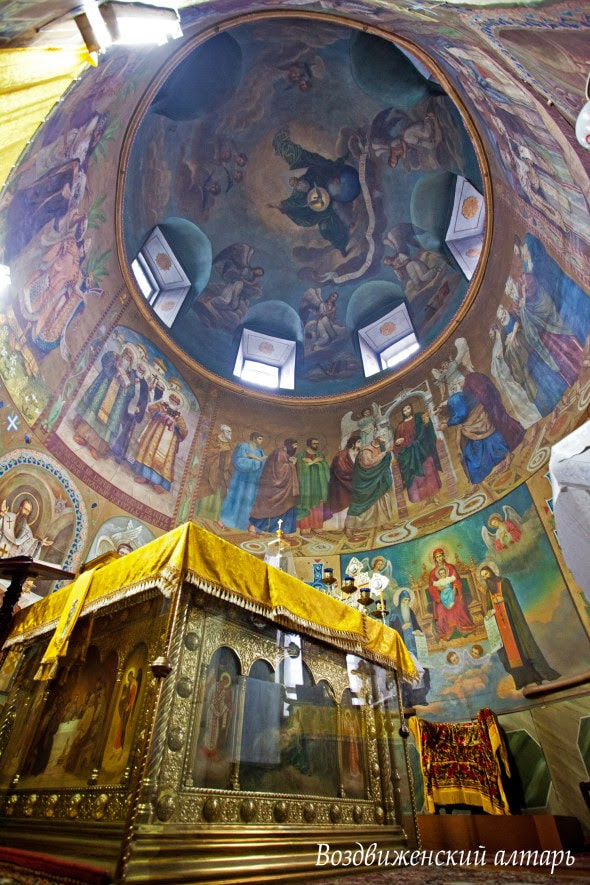